# Calotingis
Calotingis is een geslacht van wantsen uit de familie van de Tingidae (Netwantsen). Het geslacht werd voor het eerst wetenschappelijk beschreven door Carl John Drake in 1918.

## Soorten
Het genus bevat de volgende soorten:

- Calotingis knighti Drake, 1918
- Calotingis subopaca (Hacker, 1928)